# Абрамс, Мейер Говард
Мейер Говард Абрамс (англ. Meyer Howard «Mike» Abrams, M. H. Abrams; 23 июля 1912 года, Лонг-Бранч, Нью-Джерси — 21 апреля 2015 года, Итака, Нью-Йорк) — американский историк и теоретик литературы, специалист по исследованию английского романтизма. Эмерит-профессор Корнеллского университета, член Американского философского общества (1973). Удостоен Национальной гуманитарной медали (2013). Наиболее значимыми книгами Абрамса называют "Зеркало и светильник" и "Естественное сверхъестественное".

## Биография
Родился в семье еврейских иммигрантов из Гродно, маляра Иосифа и Сары Шанес. Окончил Гарвард (1934). В 1934—1935 годах учился в Кембридже, где его наставником был Айвор Армстронг Ричардс. В 1940 году получил степень доктора философии в Гарварде. Во время Второй мировой войны работал в его психо-акустической лаборатории. С 1945 года преподаватель Корнеллского университета, полный профессор с 1953 года, с 1960 года именной профессор (Whiton Professor of English), с 1983 года эмерит. Член Американской академии искусств и наук (1963). Отмечен Award in Humanistic Studies Американской академии искусств и наук, Distinguished Scholar Award от Keats-Shelley Society, Award for Literature от American Academy и Institute of Arts and Letters.

## Труды
Наиболее известна книга Абрамса Зеркало и светильник: Романтическая теория и критическая традиция (1953), в которой он обстоятельно показывает переход в самосознании авторов и критиков периода романтизма от метафоры творчества как зеркала (миметическая теория) к образу творчества как светильника (экспрессивная теория), влияние этого перехода на язык литературной критики, истории и теории литературы. Она занимает 25-е место в Modern Library 100 Best Nonfiction. За называемую вместе с ней другой наиболее значимой его книгой "Естественное сверхъестественное" Абрамс удостоился James Russell Lowell Prize от MLA.
Образцовое значение для формирования канонических представлений о национальной словесности имеет многократно переиздававшаяся (с дополнениями) шеститомная Нортоновская антология английской литературы (The Norton Anthology of English Literature, первое издание — 1962), вышедшая под редакцией М. Абрамса.

## Публикации
- Зеркало и светильник: романтическая теория и критическая традиция The Mirror and the Lamp: Romantic Theory and the Critical Tradition (1953) ISBN 978-0-19-501471-6
- Словарь литературных терминов A Glossary of Literary Terms (1958; 7th ed. 1999) ISBN 978-0-15-505452-3
- Английские поэты-романтики: современная критика English Romantic Poets: Modern Essays In Criticism (1960) ISBN 978-0-19-501946-9
- Млеко рая: эффект опиумных видений у Де Квинси, Крэбба, Фрэнсиса Томпсона и Кольриджа The Milk of Paradise: The Effect of Opium Visions on the Works of DeQuincey, Crabbe, Francis Thompson, and Coleridge (1970) ISBN 978-0-374-90028-1
- Естественное сверхъестественное: традиция и революция в романтической литературе Natural Supernaturalism: Tradition and Revolution in Romantic Literature (1971) ISBN 978-0-393-04305-1
- Попутный ветер: очерки английского романтизма The Correspondent Breeze: Essays on English Romanticism (1984) ISBN 978-0-393-30340-7
- Создавая вещи с помощью текстов: очерки критики и критической теории Doing Things with Texts: Essays in Criticism and Critical Theory (1989) ISBN 978-0-393-02713-6